# Shovelware
Shovelware,  (crapware, garbageware)  je pogrdni izraz iz kompjuteraškog žargona koji se odnosi na softver koji je poznatiji po količini sadržaja nego po kakvoći i korisnosti. Izraz se također rabi za softver koji se portira s jedne računalne platforme ili medija za spremanje podataka na drugi a da se pritom nije razmišljalo kako ga prilagoditi za uporabu na odredišnoj platformi ili mediju, što u konačnici rezultira lošom kakvoćom.
Ovom se metaforom želi reći da su tvorci pokazali da malo mare za izvorni softver, kao da se novu kompilaciju ili inačicu beskritično ukrcalo lopatom (eng. shovel), a da se pritom nije marilo za stanje softvera na novostvorenom proizvodu. Semantičkom analogijom skovan je izraz "shovelware" kao i kod riječi "shareware" i "freeware", koje opisuju metode softverske distribucije. Izraz sličan ovome je "crapplet".

## Usporedi
- deprekacija
- sirotanska tehnologija
- shareware
- demo
- freeware
- abandonware
- vaporware
- adware
- donationware
- otvoreni kod
- nagware
- glossyware
- beerware
- bloatware

## Vanjske poveznice
- cd.textfiles.com (engleski)
- Alistair B. Fraser on Academic Shovelware (engleski)
- Wired: On Wii Shovelware (engleski)
- PC World: Make your new PC hassle free (engleski)